# High Fidelity (roman)
High Fidelity är en roman av den brittiske författaren Nick Hornby, utgiven 1995. Boken kom att bli hans genombrottsroman.

## Handling
Rob är 36 år och driver en nedåtgående skivaffär i London. Hans lägenhet är fylld av tusentals skivor och musiken är hans stora passion i livet. När vi kommer in i handlingen har han just blivit lämnad av sin flickvän – Laura, vilket får honom att börja fundera över sitt liv. Han söker upp sina före detta flickvänner och försöker hitta en förklaring till varför tjejerna alltid gjort slut med honom. Rob hade sitt första förhållande när han var tolv år, det varade i sex timmar. Sedan dess har alla hans romanser, enligt honom, enbart varit olika varianter av den första. I sitt sökande efter svaren så börjar han så småningom att hitta sig själv och förstå sig på vem han är.
Boken utspelar sig uteslutande i London. Miljöerna som skildras är mestadels Robs skivaffär samt hans lägenhet.
Händelseförloppet brer ut sig över ett par månader. Vi bjuds även på tillbakablickar från huvudpersonens forna förhållanden.
Karaktärerna som vi får lära känna är, förutom Rob och Laura, huvudpersonens båda anställda – Dick och Barry – vilka är två karikatyrliknande besserwissrar med totalt motsatta personligheter, det enda som binder dem samman är deras brinnande musikintresse. Rob fungerar som ett bollplank mellan dessa två i deras livliga diskussioner. Vi får även träffa fem av Robs ex-flickvänner.

## Adaptioner
Boken har filmatiserats 2001 men då utspelas handlingen i Chicago i USA, se High Fidelity